# 约翰·西蒙·迈尔
约翰·西蒙·迈尔（德語：Johann Simon Mayr，有时拼作Majer、Mayer或Maier，1763年6月14日—1845年12月2日），后世尤其在英语中，也常以西蒙·迈尔称之，德国作曲家，出生在巴伐利亚艾希施泰特县的门多夫，长期生活在意大利，并以创作意大利歌剧著称，拥有意大利语名字乔万尼·西蒙·迈尔（義大利語：Giovanni Simone Mayr）。他作有超过60部歌剧，在他所在的时代有着很高的知名度，并被认为在歌剧发展史上有重要地位。除了歌剧以外，他还创作了清唱剧、康塔塔等类型的合唱作品。他晚年失明，在意大利贝加莫逝世。多尼采蒂是他的学生。

## 外部連結
- 公有領域聲樂檔案館上约翰·西蒙·迈尔的作品
- 约翰·西蒙·迈尔的免费乐谱，由国际乐谱典藏计划提供